# Happy Hippie Foundation
The Happy Hippie Foundation —en español: Fundación Hippie Feliz— es una organización sin fines de lucro con la misión de luchar contra la injusticia y ayudar a los jóvenes sin hogar y al colectivo LGBT en los Estados Unidos. La organización fue fundada por la artista Miley Cyrus a raíz de su colaboración con la fundación My Friends Place de Los Ángeles y su acto de caridad durante los MTV Video Music Awards de 2014.

## Historia

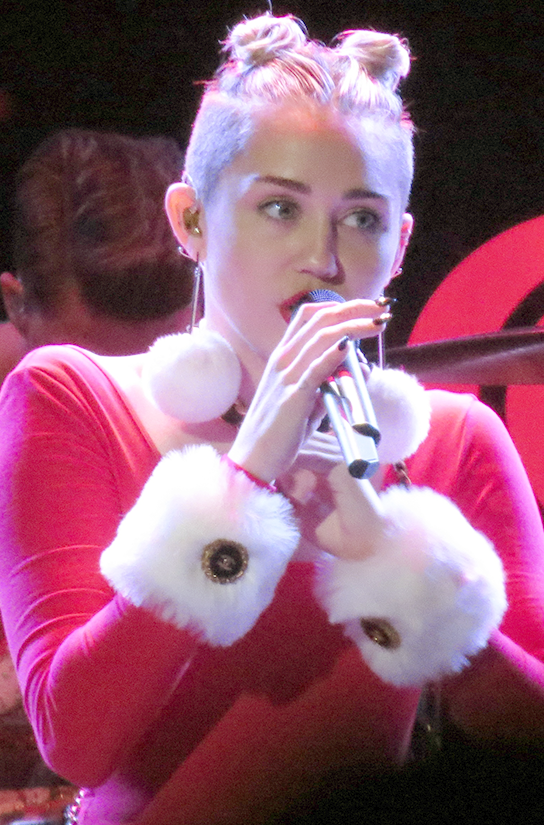
Miley Cyrus, fundadora de Happy Hippie.

La fundación fue creada en 2014 por la cantante estadounidense Miley Cyrus, tras haber colaborado con la fundación My Friends Place de Los Ángeles y además, a partir del gesto que realizó Cyrus en los MTV Video Music Awards de 2014, donde al ser galardonada con el premio al Vídeo del Año por su sencillo «Wrecking Ball», cedió su momento a un joven sin hogar de Los Ángeles, de nombre Jesse, que realizó un discurso para concienciar al mundo de su situación y la de muchos otros jóvenes que padecen unas formas de vida que a día de hoy no deberían existir según el joven, además, invitó a la audiencia a donar a la causa mediante la página de Facebook de la cantante, para poder recaudar fondos en la Fundación Friends Place con la que Cyrus estuvo colaborando y en la que se inspiró para realizar su propia fundación. Cyrus anunció su creación mediante un comunicado en Facebook donde decía estar muy feliz de poder ayudar a acabar con las injusticias, las cuales ha podido ver con sus propios ojos, finalizando con un mensaje de libertad, igualdad y amor para todos.
Miley lanzó un manifiesto en la página de Facebook donde dijo: 

—«Nuestro Manifiesto:

Las personas que nos dicen que no podemos cambiar el mundo están equivocadas. Vamos a hacer un poco de ruido y a causar una escena! Vamos a desafiarnos unos a otros y al mundo y detendremos el juicio sin sentido. Sabemos que las personas que duermen en la acera podrían haber sido nosotros o amigos nuestros si nuestras vidas hubiesen sido un poco diferente. Y los que duermen en la acera podrían ser nuestros amigos si le diésemos la oportunidad. Es hora de que hablemos para las personas de nuestras calles, nuestras ciudades, nuestro mundo. Es hora de que crezcamos nuestra pasión, brillar y cambiar el futuro. John Lennon dijo "un sueño que sueñas solo es sólo un sueño. Un sueño que soñemos juntos es una realidad". Es esencial para nuestra vida a hacer el bien a los demás! La única manera de que podamos verdaderamente ser felices, es si hacemos haciendo felices a los demás! Este es el objetivo hippies! #HAPPYHIPPIE».

El 8 de abril de 2018 Cyrus, junto con su fundación Happy Hippie, fueron homenajeados en la gala solidaria por el 30 aniversario de la organización My Friends Place celebrada en el Hollywood Palladium, por su labor para mejorar la vida de los jóvenes sin hogar en Estados Unidos así como su apoyo a la comunidad LGTB.

### Acciones
En marzo de 2015, Cyrus escribió una carta dirigida al gobernador de Nueva York, Andrew Cuomo, para pedirle los fondos necesarios para financiar los proyectos de la fundación en el estado de la costa este, diciendo: «El año pasado fundé Happy Hippie para mover a la gente joven a luchar contra las injusticias, empezando por los jóvenes sin hogar. Estoy orgullosa del trabajo que hemos hecho hasta el momento pero necesitamos líderes como usted para que nos ayuden». Cyrus señala en su carta –también dirigida al líder de la mayoría del senado estatal, Dean Skelos, y el presidente de la Asamblea legislativa, Carl Heastie– que 1,600,000 de niños en Estados Unidos carecen de un hogar, «un problema especialmente serio en Nueva York. Entre 2009 y 2012 el número de jóvenes sin hogar a los que se les negó la entrada en refugios pasó de 570 a 5,000. Son jóvenes que han sido expulsados de sus casas o han sufrido abuso por parte de sus padres, y en muchas ocasiones se ven enfrentados a situaciones muy peligrosas para buscar refugio. No tiene que ser así, y existe una vía para hacer un gran impacto ahora: más financiación para conseguir más camas para los jóvenes en los refugios». La cantante tenía como objetivo conseguir el apoyo necesario para reunir $4.750.000 con los proporcionar a los jóvenes sin hogar un lugar donde pasar las noches.

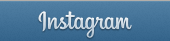
Cyrus se asoció con la red social Instagram para la iniciativa "#InstaPride", con la que se quiere dar a conocer las historias de jóvenes de la comunidad LGTB para concienciar al público.

Cyrus se asoció con el programa de la Organización de las Naciones Unidas, Unicef para colaborar en la ayuda humanitaria durante la guerra de Siria, principalmente a los niños del país.

El 15 de junio de 2014 Cyrus, conjuntamente con la red social Instagram pusieron en marcha una iniciativa para concienciar al público sobre las injusticias sufridas por las personas pertenecientes a la comunidad LGTB. El proyecto titulado "#InstaPride" tiene como finalidad compartir las historias de personas que han tenido dificultades por su condición sexual o por transexualidad mediante la conocida red social donde Cyrus tiene más de 20 millones de seguidores a los que poder transmitir dicha situación. El proyecto se inició con la historia de Leo, un chico oriental de 19 años, transexual, que se dedica al trabajo por la igualdad en varios proyectos y en un centro de recursos LGBTQ. Desde la web de la fundación se compartió su historia mediante una entrevista donde expone su vida como afronto las dificultades para poder ser lo que realmente es.
En noviembre de 2015, la cantante asistió a la gala de los GLAAD Media Awards en Los Ángeles, donde fue galardonada con el premio Vanguard Award por la lucha por los derechos LGBT junto con las acciones solidarias realizadas con la fundación, ofreciendo un discurso en defensa de la comunidad LGBT y la libertad de expresión. En marzo de 2016, tras los atentados de Bruselas, la fundación lanzó un proyecto de ayuda asociándose con la ONG neoyorquina Seeds of Peace con la intención de promover la paz en regiones de conflicto, fomentado principalmente la educación a los jóvenes de dichas zonas. En agosto de 2016 fue anunciada la colaboración de la fundación junto a Unicef para dar ayuda humanitaria a los niños sirios sufridores de la guerra de Siria. Asimismo, tras las elecciones presidenciales de Estados Unidos, donde Cyrus estuvo apoyando a la candidata demócrata Hillary Clinton, la cantante lanzó un nuevo proyecto denominado 'Hopeful Hippies', para desarrollar algunas de las propuestas de Clinton tras su derrota, primordialmente en el ámbito educacional y la defensa de los derechos humanos.

## Lanzamiento y promoción
El 5 de mayo, después se asistir a la Met Gala en Nueva York, Cyrus visitó el programa Good Morning America para promocionar su fundación Happy Hippie para intentar recaudar fondos para la lucha contra las desigualdades sociales entre la juventud de Estados Unidos. Asimismo, declaró que todo lo que se recaude con el merchandising que se encuentra a la venta en la página web de la ONG será íntegramente utilizado para el proyecto. Como gesto, anuncio la llegada de una serie de videos musicales llamados Backyard Sessions. Como ya hizo en 2012, se trata de unos vídeos donde Cyrus actúa en su propio jardín, en esta ocasión, acompañada de otras personalidades de la música como Joan Jett, Ariana Grande, Laura Jane Grace y Melanie Safka. La idea es utilizar los vídeos como método para promover los donativos para la causa. El primer vídeo en publicarse, mediante Facebook, fue el de Joan Jett, que con Cyrus, interpretaron «Different». Así, la noticia fue rápidamente comentada en una gran cantidad de medios internacionales y apoyada por celebridades del mundo del espectáculo para que la fundación, y la propia Miley Cyrus, puedan llevar a cabo su objetivo: financiar programas de prevención, servicios de apoyo para la creación de bienestar a largo plazo, y educación pública. Movilizar a la sociedad para denunciar las leyes que atacan los derechos de las personas LGBT.
Poco después del lanzamiento oficial de la fundación ante los medios, Cyrus dedicó un artículo personal en la página de la organización bajo el título «Innovators vs. Dinosaurs». En dicha publicación denuncia todo tipo de discriminación racial, sexual o cualquier otro tipo. Asimismo, expuso sus objetivos y como tomó la decisión de tomar partido en la lucha por los derechos humanos después de que en diciembre de 2014 una joven transexual se suicidase por el acaso sufrido por su condición. También se supo que la petición realizada por la cantante al gobernador de Nueva York fue aceptada, así, la fundación expandirá sus acciones benéficas al estado americano, después de haber tenido sus comienzos en Los Ángeles y San Francisco. Así algunas de sus actuaciones son: la creación de centros para los jóvenes sin hogar, la creación de grupos de apoyo digitales que simularán los grupos de apoyo físico para los jóvenes LGBT, la financiación de programas para animales abandonados. Además, Happy Hippie volvió a levantar y donó dinero a la refugio para joven desamparados My Friend's Place en Los Ángeles, que recibirá comida, calcetines limpios y ropa interior en los próximos dos años. Según Cyrus, que se muestra muy feliz de poder luchar a favor de los derechos humanos, el objetivo es hacer crecer la fundación para poder ayudar lo máximo posible en todo Estados Unidos y otros países del mundo: «Hay una nueva generación a punto de dominar-lo y espero que podamos construir un mundo más feliz y libre para vivir.»
En junio de 2015, Cyrus ofreció una entrevista a la revista Paper para promocionar la fundación, causando controversia por la portada de dicha publicación al aparecer desnuda abrazada a su cerdita mascota bajo el titular "Use Your Voice", todo en referencia de los objetivos de la ONG. Además, en dicha publicación terminó de aclarar su condición sexual. Según Cyrus, es consciente de su pansexualidad desde los 14 años.
El 31 de agosto de 2015 se llevaron a cabo los MTV Video Music Awards desde el Microsoft Theatre de Los Ángeles, donde Cyrus fue la encargada de presentar la gala como anfitriona designada. Al final de la gala, los miembros y representantes de la fundación de Cyrus que se subieron al escenario para presentar la actuación sorpresa de la cantante. Tyler Ford, Leo Sheng, Gigi Gorgeous, Greta Gustava Martela, Nina Chaubal, Precious Davis, Myles Brady, Mariana Marroquin, Alexander Schmider, AJ Lehman, Brendan Jordan y Hailey Jordan fueron quienes se encargaron de lanzar un mensaje de libertad y aceptación a la audiencia.

### The Backyard Sessions
The Backyard Sessions —en español: Las Sesiones del patio trasero— son una serie de vídeos musicales, grabados en la casa de Miley Cyrus, con el propósito de promover la fundación y así incentivar las donaciones para la causa. En dichos vídeos Cyrus estuvo acompañada de otras artistas para interpretar diferentes canciones acompañados de la banda de cantante norteamericana. Las grabaciones se realizaron en febrero de 2015, siendo publicadas mediante la página de la cantante en Facebook, a partir de mayo de ese mismo año, siendo la colaboración con Joan Jett la primera en ser mostrada. Poco después de estrenarse los videoclips en Facebook, fueron publicados mediante la cuenta VEVO de Cyrus.
A continuación se muestran las diferentes colaboraciones que se realizaron en función de su publicación, la artista invitada y la canción interpretada:
| Fecha de publicación | Artistas                                                 | Canción                                                   | Ref.   |
| -------------------- | -------------------------------------------------------- | --------------------------------------------------------- | ------ |
| 5 de mayo de 2015    | Miley Cyrus & Joan Jett                                  | «Different» (de Joan Jett)                                | [ 12 ] |
| 6 de mayo de 2015    | Miley Cyrus                                              | «No Freedom» (de Dido)                                    | [ 18 ] |
| 8 de mayo de 2015    | Miley Cyrus feat. Joan Jett & Laura Jane Grace           | «Androgynous» (de The Replacements)                       | [ 19 ] |
| 9 de mayo de 2015    | Miley Cyrus feat. Laura Jane Grace & Atom of Against Me! | «True Trans Soul Rebel» (de Against Me!)                  | [ 20 ] |
| 11 de mayo de 2015   | Miley Cyrus feat. Melanie Safka                          | «Look What They've Done To My Song Ma» (de Melanie Safka) | [ 21 ] |
| 11 de mayo de 2015   | Miley Cyrus feat. Melanie Safka                          | «Peace Will Come (According To Plan)» (de Melanie Safka)  | [ 22 ] |
| 12 de mayo de 2015   | Melanie Safka                                            | «Yaw Baby (Break My Heart)» (de Melanie Safka)            | [ 23 ] |
| 14 de mayo de 2015   | Miley Cyrus feat. Ariana Grande                          | «Don't Dream It's Over» (de Crowded House)                | [ 24 ] |
| 18 de mayo de 2015   | Miley Cyrus                                              | «Happy Together» (de The Turtles)                         | [ 25 ] |
| 18 de mayo de 2015   | Miley Cyrus                                              | «50 Ways To Leave Your Lover» (de Paul Simon)             | [ 26 ] |
| 18 de mayo de 2015   | Miley Cyrus                                              | «Pablow»                                                  | [ 27 ] |

## Premios y nominaciones
| Año  | Premiación          | Categoría                     | Resultado |
| ---- | ------------------- | ----------------------------- | --------- |
| 2015 | GLAAD Media Awards  | Vanguard Award                | Ganadora  |
| 2017 | British LGBT Awards | Top 10 Iniciativas Solidarias | Pendiente |